# Carabunia waterstoni
Carabunia waterstoni är en stekelart som beskrevs av Subba Rao 1971. Carabunia waterstoni ingår i släktet Carabunia och familjen sköldlussteklar.
Artens utbredningsområde är:
- Bermuda.
- Jamaica.
- Puerto Rico.

Inga underarter finns listade.